# Чемпионат мира по волейболу среди мужчин 2018 — квалификация (Африка)
Квалификация (отборочный турнир) 19-го чемпионата мира по волейболу среди мужчин среди стран-членов Африканской конфедерации волейбола (САVВ) проходила с 20 мая по 29 октября 2017 года. Заявки на участие поступили от 35 стран. После ряда отказов число участников сократилось до 20 команд. Были разыграны 3 путёвки на чемпионат мира, которые получили сборные Туниса, Египта и Камеруна.

## Команды-участницы
| - Алжир - Ботсвана - Гана - Египет - Камерун - Кения - ДР Конго | - Республика Конго - Кот-д’Ивуар - Ливия - Марокко - Мозамбик - Нигер - Нигерия | - Руанда - Свазиленд - Тунис - Уганда - Чад - Южный Судан |

От участия отказались первоначально заявленные  Бурунди,  Габон,  Гамбия,  Зимбабве,  Кабо-Верде,  Лесото,  Маврикий,  Мадагаскар,  Малави,  Намибия,  Сейшельские Острова,  Сенегал,  Судан,  Танзания,  ЦАР.

## Формула соревнований
Африканская квалификация предусматривает два этапа отбора. На 1-й стадии отбор осуществляется в рамках 7 зон, на которые разделена Африканская конфедерация волейбола — североафриканская (№ 1), атлантическая (2), западноафриканская (3), центральноафриканская (4), восточноафриканская (5), южноафриканская (6), зона Индийского океана (7).
На 1-м (зональном) этапе квалификации образованы группы — по одной в каждой из зон. Во 2-й (финальный) этап выходят победители 1-й и 7-й зон и по две команды из 2—6 зон.
В финальном раунде должны будут участвовать 16 сборных команд — хозяин финала, три по мировому рейтингу (на время окончания 1-го этапа квалификации) и 12 отобравшихся по итогам зональных турниров. Если одна или две команды, квалифицировавшиеся в финал по итогам 1-го этапа, уже проходят по рейтингу во 2-ю стадию, то вакантные места в финальном турнире будут распределены между сборными, занявшими в соответствующих зонах последующие места. 
20 июня 2017 года на заседании Административного Совета САVВ система квалификации во 2-м (финальном) раунде была изменена и совмещена с чемпионатом Африки, который пройдёт с 22 по 29 октября в Каире (Египет) и по итогам которого три лучшие команды получат путёвки на чемпионат мира.

## 1-й (зональный) этап
Три команды квалифицировались в финальный этап (чемпионат Африки), минуя 1-й (зональный):  Египет (команда страны-организатора финала),  Тунис и  Камерун (по мировому рейтингу на 7 июля 2017, как команды, имеющие недосягаемые позиции для других сборных к моменту окончания 1-го этапа квалификации). 

### Группа А (зона 1)
21-23.09.2017. Тунис (Тунис)
| М | Команда | 1   | 2   | 3   | И | В | П | С/П | О |
| - | ------- | --- | --- | --- | - | - | - | --- | - |
| 1 | Марокко |     | 3:2 | 3:1 | 2 | 2 | 0 | 6:3 | 5 |
| 2 | Алжир   | 2:3 |     | 3:1 | 2 | 1 | 1 | 5:4 | 4 |
| 3 | Ливия   | 1:3 | 1:3 |     | 2 | 0 | 2 | 2:6 | 0 |

21 сентября
Алжир — Ливия 3:1 (25:20, 25:19, 22:25, 25:21).
22 сентября
Марокко — Ливия 3:1 (23:25, 25:21, 25:21, 25:21).
23 сентября
Марокко — Алжир 3:2 (25:20, 15:25, 21:25, 25:20, 17:15).

### Группа В (зона 2)
Первоначально заявки на участие в квалификации от 2-й зоны поступили от трёх стран — Сенегала, Гамбии и Кабо-Верде. После отказа от участия сборных Сенегала и Гамбии единственная оставшаяся участница сборная Кабо-Верде без игр получила путёвку в финальный этап квалификации.

### Группа С (зона 3)
8-10.07.2017. Ниамей (Нигер) 
| М | Команда     | 1   | 2   | 3   | 4   | И | В | П | С/П | О  |
| - | ----------- | --- | --- | --- | --- | - | - | - | --- | -- |
| 1 | Гана        |     | 3:1 | 3:1 | 3:0 | 3 | 3 | 0 | 9:2 | 9  |
| 2 | Нигерия     | 1:3 |     | 3:0 | 3:0 | 3 | 2 | 1 | 7:3 | 6  |
| 3 | Нигер       | 1:3 | 0:3 |     | 3:1 | 3 | 1 | 2 | 4:7 | 23 |
| 4 | Кот-д’Ивуар | 0:3 | 0:3 | 1:3 |     | 3 | 0 | 3 | 1:9 | 0  |

8 июля
Нигер — Кот-д’Ивуар 3:1 (25:17, 25:16, 17:25, 25:17).
Гана — Нигерия 3:1 (22:25, 25:16, 25:19, 25:13).
9 июля
Нигерия — Нигер 3:0 (25:21, 25:22, 25:22).
Гана — Кот-д’Ивуар 3:0 (25:17, 25:21, 25:16).
10 июля
Нигерия — Кот-д’Ивуар 3:0 (26:24, 25:17, 25:15).
Гана — Нигер 3:1 (25:19, 25:22, 21:25, 25:17).
Кроме квалифицировавшихся в финальный этап сборных Ганы и Нигерии, путёвка в финальную стадию отборочного турнира (чемпионат Африки) предоставлена Нигеру за счёт неиспользованной вакансии от соседней (атлантической) зоны. 

### Группа D (зона 4)
21.05.2017. Киншаса (ДР Конго) 
| М | Команда          | 1   | 2   | И | В | П | С/П | О |
| - | ---------------- | --- | --- | - | - | - | --- | - |
| 1 | ДР Конго         |     | 3:0 | 1 | 1 | 0 | 3:0 | 3 |
| 2 | Республика Конго | 0:3 |     | 1 | 0 | 1 | 0:3 | 0 |

 Габон,  ЦАР — отказ.
21 мая
ДР Конго — Республика Конго 3:0 (25:23, 25:21, 25:18).

### Группа Е (зона 5)
22-24.07.2017. Кигали (Руанда)
| М | Команда     | 1   | 2   | 3   | 4   | И | В | П | С/П | О |
| - | ----------- | --- | --- | --- | --- | - | - | - | --- | - |
| 1 | Кения       |     | 3:1 | 2:3 | 3:0 | 3 | 2 | 1 | 8:4 | 7 |
| 2 | Руанда      | 1:3 |     | 3:1 | 3:0 | 3 | 2 | 1 | 7:4 | 6 |
| 3 | Уганда      | 3:2 | 1:3 |     | 3:0 | 3 | 2 | 1 | 7:5 | 5 |
| 4 | Южный Судан | 0:3 | 0:3 | 0:3 |     | 3 | 0 | 3 | 0:9 | 0 |

 Бурунди,  Судан,  Танзания — отказ.
22 июля
Уганда — Кения 3:2 (26:24, 25:21, 17:25, 24:26, 15:12).
Руанда — Южный Судан 3:0 (25:19, 25:14, 25:16).
23 июля
Руанда — Уганда 3:1 (25:23, 25:17, 19:25, 25:21).
Кения — Южный Судан 3:0 (25:17, 25:10, 25:18).
24 июля
Уганда — Южный Судан 3:0 (25:13, 25:18, 25:20).
Кения — Руанда 3:1 (25:23, 25:22, 23:25, 25:21, 25:17).

### Группа F (зона 6)
30.06-2.07.2017. Мапуту (Мозамбик).  
| М | Команда   | 1   | 2   | 3   | И | В | П | С/П | О |
| - | --------- | --- | --- | --- | - | - | - | --- | - |
| 1 | Мозамбик  |     | 3:2 | 3:0 | 2 | 2 | 0 | 6:2 | 5 |
| 2 | Ботсвана  | 2:3 |     | 3:0 | 2 | 1 | 1 | 5:3 | 4 |
| 3 | Свазиленд | 0:3 | 0:3 |     | 2 | 0 | 2 | 0:6 | 0 |

 Зимбабве,  Лесото,  Малави,  Намибия — отказ.
30 июня
Ботсвана — Свазиленд 3:0 (25:23, 25:21, 25:20).
1 июля
Мозамбик — Свазиленд 3:0 (25:21, 31:29, 36:34).
2 июля
Мозамбик — Ботсвана 3:2 (25:21, 25:20, 22:25, 22:25, 15:9).

### Группа G (зона 7)
Квалификационный турнир в 7-й зоне отменён из-за отказа от участия всех трёх первоначально заявившихся команд — сборных Сейшельских Островов, Маврикия и Мадагаскара.

## Финальный этап (чемпионат Африки 2017)
Участники: Египет (хозяин турнира), Тунис, Камерун, Алжир (по мировому рейтингу), Марокко, Гана, Нигерия, Нигер, ДР Конго, Кения, Руанда, Ботсвана (все — по итогам квалификации), Ливия, Чад (по приглашению CAVB).
От участия отказались квалифицировавшиеся Кабо-Верде, Республика Конго и Мозамбик.
Финальный раунд африканской квалификации прошёл в рамках чемпионата Африки с 22 по 29 октября 2017 года в Египте. По его итогам три лучшие команды — Тунис, Египет и Камерун — получили путёвки на чемпионат мира 2018. 

### Итоговое положение
| 1. Тунис     |
| 2. Египет    |
| 3. Камерун   |
| 4. Алжир     |
| 5. Марокко   |
| 6. Руанда    |
| 7. Ливия     |
| 8. ДР Конго  |
| 9. Гана      |
| 10. Кения    |
| 11. Ботсвана |
| 12. Чад      |
| 13. Нигерия  |
| 14. Нигер    |